# Invariante birracional
Em geometria algébrica, um invariante birracional é uma grandeza ou objeto que é bem definido em uma classe de equivalência birracional de variedades algébricas. Em outras palavras, depende somente do função corpo da variedade.